# Маската на скръбта
Маската на скръбта е мемориал с височина 15 м, построен в памет на загиналите по време на сталинските репресии (1934 – 1954) в трудовите лагери на ГУЛаг в района Колима на едноименната река в Русия. Намира се на Острия хълм (на руски: Крутая сопка) в град Магадан.
Монументът представлява лице на човек, от лявото око на когото текат сълзи във вид на малки маски. Дясното око е изобразено във формата на прозорец с решетка. На обратната страна се виждат плачещи жени и обезглавлен мъж на кръста. Вътре в монумента има копие на типична затворническа килия от сталинско време.
Открит е на 12 юни 1996 г. През същата година авторът на паметника Ернст Неизвестний, е удостоен с Държавната премия на Руската федерация.